# Leptokarya (Nafpaktos)
Leptokarya (griechisch Λεπτοκαρυά (f. sg.)) ist ein Bergdorf in der westgriechischen Gemeinde Nafpaktia. Verwaltungstechnisch gehört es zur Ortsgemeinschaft Anthofyto des Gemeindebezirks Pyllini. Das Bergdorf liegt in 1060 m über dem Meer.
Seit 1912 zählte das Dorf zur Landgemeinde Eleftheriani und ab 1935 bis 1997 zur Landgemeinde Anthofyto.
Die Ergebnisse der griechischen Volkszählungen verzeichneten erstmals 1928 Angaben zu den Einwohnerzahlen Leptokaryas. Das Dorf wurde 1965 durch einen Bergrutsch zerstört, war aber schon zuvor unbewohnt, seit 1991 werden wieder Einwohnerzahlen angegeben.
Bevölkerungsentwicklung von Leptokarya
| 1928 | 1940 | 1961 | 1971 | 1981 | 1991 | 2001 | 2011 | 2021 |
| ---- | ---- | ---- | ---- | ---- | ---- | ---- | ---- | ---- |
| 72   | 6    | -    | -    | -    | 7    | 28   | 10   | 2    |